# Język romansz
     język romansz
     język włoski
     język niemiecki
     język romansz
     język włoski
     język niemiecki
Język romansz (retorom. Rumantsch, fr. Romanche, niem. Bündnerromanisch, Rätoromanisch, Romanisch), znany też jako język retoromański – język obejmujący pięć grup dialektów retoromańskich, używanych w szwajcarskim kantonie Gryzonia: Sursilvan, Sutsilvan, Surmiran, Puter, Vallader.
Posługuje się nimi ok. 44 tys. osób (dane z 2017 r.). W 1938 r. język retoromański został uznany za jeden z języków państwowych Szwajcarii. W 1982 r. Heinrich Schmid z Zurychu, opracował szwajcarski standard języka retoromańskiego (Rumantsch grischun),  łącząc elementy różnych dialektów. Od 1996 r. standard ten pełni funkcję języka urzędowego. „Język retoromański w wersji Rumantsch Grischun został uznany za język oficjalny do kontaktów z ludnością retoromańską”.